# Wapen van Zwagerbosch

Wapen van Zwagerbosch

Het wapen van Zwagerbosch is het dorpswapen van het Nederlandse dorp Zwagerbosch, in de Friese gemeente Noardeast-Fryslân. Het wapen werd in 1976 geregistreerd.

## Beschrijving
De blazoenering van het wapen luidt als volgt:
Gekwartileerd: I en IV: Van zilver, beladen met een groene uitgerukte boom. II en III: Van rood, beladen met een schapeschaar, in het schildhoofd vergezeld van twee bijen, alles van zilver.
De heraldische kleuren zijn: zilver (zilver), sinopel (groen) en keel (rood).

## Symboliek
- Bomen: verwijzen naar het bos in de plaatsnaam.[2]
- Rode kwartieren: duiden op de heide die eertijds in de omgeving van het dorp aanwezig was.[2]
- Schapenschaar: symbool voor de schapen die de heide begraasden.[2]
- Bijen: staan voor de bijen die in de zomer op de heide gehouden werden.[2]

## Zie ook

Vlag van Zwagerbosch